# Nitta Isamu

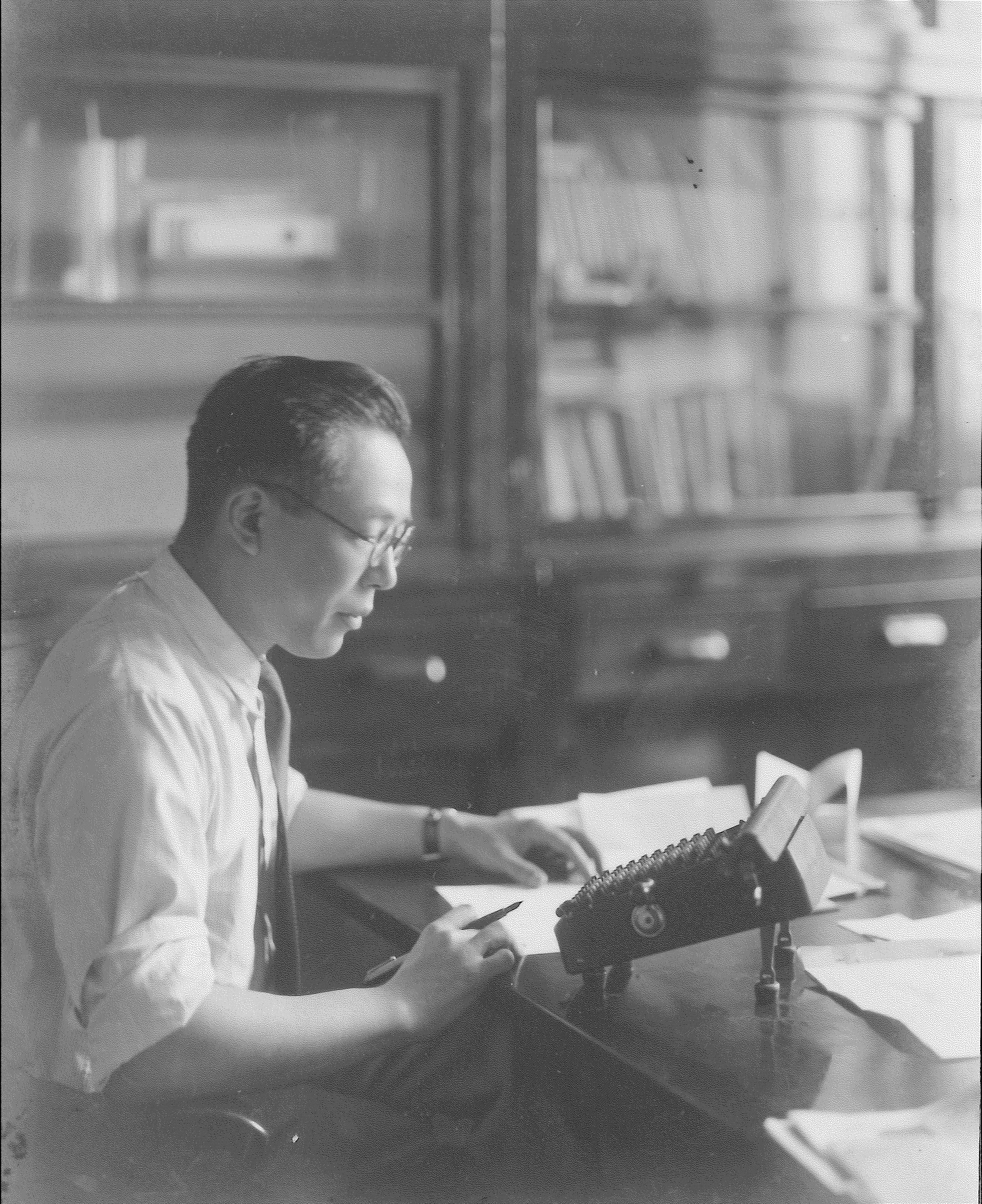
Nitta, 1936

Nitta Isamu (japanisch 仁田 勇; geb. 19. Oktober 1899 in Tokio; gest. 16. Januar 1984) war ein japanischer Physiker und Kristallograph.

## Leben und Werk
Nitta studierte von 1920 bis 1923 Chemie an der Universität Tokio und graduierte im Fach Organische Chemie. Danach wurde er Forschungsassistent am Institute of Physikal and Chemical Research in Tōkyō, international bekannt als RIKEN, wo er Schüler von Nishikawa Shōji wurde. Dieser führte ihn in die Nutzung der Laue-Röntgenanalyse für die Strukturaufklärung von Kristallen ein. Eine wichtige Veröffentlichung aus der Zeit war die 1926 über die Arbeit zur Kristallstruktur von Pentaerythrit mit einer ersten Widerlegung früherer Annahmen. Nitta wurde dann nach Europa geschickt, wo er sich unter anderem unter Ewald weiter bildete.
1933 wurde Nitta zum Professor an der neu gegründeten Universität Osaka. eine der ersten Arbeiten war dort die endgültige Aufklärung der Kristallstruktur des Pentaerythrit, unabhängig von einer anderen Veröffentlichung zu dieser Frage im gleichen Jahr. Die Feststellung eines Phasenübergangs bei 190° von Tetragonal zu Kubisch führte Nitta mit seinen Mitarbeitern zur weiteren Erforschung des Wechsels thermodynamischer, elektrischer und optischer Eigenschaften von Pentaerythrit und anderer Festkörper. Nach seinem Eintritt in den Ruhestand setzte sich Nitta in den folgenden acht Jahren ein für die Einrichtung einer Fakultät für Naturwissenschaften an der privaten Kwansei-Gakuin-Universität.
Neben seiner wissenschaftlichen Karriere fungierte Nitta als Dekan der Fakultät für Naturwissenschaften an der Universität Osaka von 1942 bis 1947 und dann noch einmal von 1955 bis 1959. Er war von 1961 bis 1967 Dekan der Fakultät für Naturwissenschaften an der Kansai-Gakuin-Universität. Weiter war er von 1953 bis 1963 Mitherausgeber der Zeitschrift Acta Crystallographica und war von 1957 bis 1963 gewähltes Mitglied des Exekutivkomitees der International Union of Crystallography, war anschließend bis 1969 Vizepräsident der IuCr. In Japan selbst war er von 1955 bis 1958 Präsident der Gesellschaft für Kristallographie und von 1963 bis 1964 Präsident der Gesellschaft der Chemiker. 1964 erhielt Nitta den Asahi-Preis, 1966 wurde er mit dem Kulturorden ausgezeichnet.
Die Japanische Gesellschaft für Kristallographie vergibt den Nitta-Preis.